# Stary cmentarz żydowski w Stopnicy
Stary cmentarz żydowski w Stopnicy – kirkut społeczności żydowskiej niegdyś zamieszkującej Stopnicę. Powstał w XVII wieku. Został zniszczony podczas II wojny światowej. Po wojnie na jego terenie zbudowano magazyny spółdzielni gminnej. Nie zachowały się żadne nagrobki. Cmentarz znajduje się przy ul. Kościuszki.